# Frontyspis

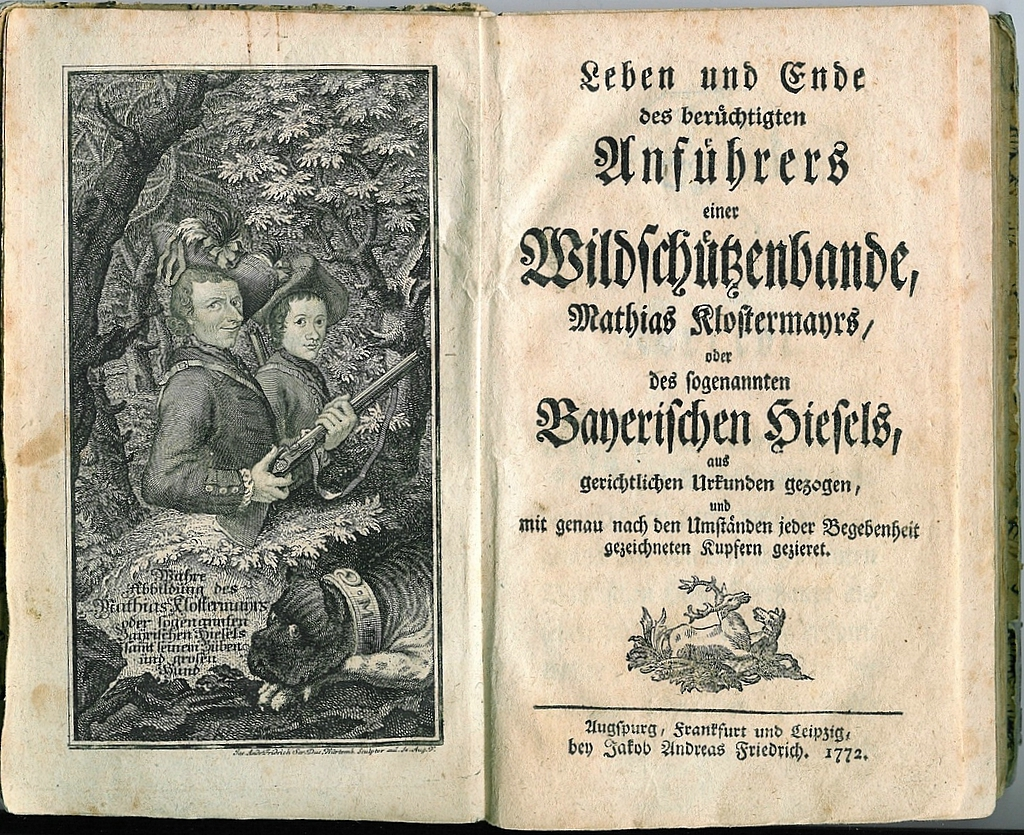
Frontyspis (po lewej) w książce XVIII-wiecznej

Frontyspis (z fr. frontispice) – strona poprzedzająca kartę tytułową książki, zawierająca niekiedy spis dzieła, portret autora, ilustrację lub tytuł ogólny wydania. Przeobrażał się pod wpływem zmian stylowych. Wczesną formą była ramka arabeskowa naśladująca obramowanie okna lub portalu. Rozwój frontyspisu przypada na XVII–XVIII w.